# Sabiniano (console 517)
Flavio Anastasio Paolo Probo Sabiniano Pompeo Anastasio (in latino Flavius Anastasius Paulus Probus Sabinianus Pompeus Anastasius; fl. 517) è stato un politico bizantino.
L'imperatore Anastasio I era lo zio della madre, mentre il console per l'anno 505, il generale illirico Sabiniano, suo padre.
Sabiniano fu eletto console per l'anno 517; il suo dittico consolare è conservato alla Bibliothèque Nationale de France, e secondo la sua iscrizione (CIL V, 8120 CIL XIII, 10032) Sabiniano aveva il titolo onorifico di comes domesticorum equitum.